# Evgenij Kuzmič Lazarev
Evgenij Kuzmič Lazarev (in russo Лазарев Евгений Кузьмич ?; Samara, 25 febbraio 1918 – battaglia di Stalingrado, 4 dicembre 1942) è stato un militare sovietico, particolarmente distintosi durante la battaglia di Khalkhin Gol nel corso delle guerre di confine sovietico-giapponesi. Con decreto del Presidium del Soviet supremo dell'URSS del 17 novembre 1939 fu insignito delle onorificenze di Eroe dell'Unione Sovietica e due volte dell'Ordine di Lenin.

## Biografia
Nacque a Samara il 25 febbraio 1918, all'interno di una famiglia della classe operaia. Frequentò le scuole elementari, e poi la scuola di fabbrica del locale cementificio. Entrato nel Komsomol, tra il 1933 e il 1935 lavorò come meccanico presso lo stabilimento Metallist della città di Volsk. Tra il 1935 e il 1938 fu secondo assistente meccanico sul piroscafo Yerevan della Middle Volga River Shipping Company. Nel settembre 1938 venne arruolato nell'Armata Rossa. Trasferito nell'area della Mongolia, tra il luglio e il settembre 1939 partecipò alle operazioni belliche contro l'esercito imperiale giapponese. Prese parte alla battaglia sul fiume  Khalkhin-Gol come comandante di un carro armato appartenente alla 6ª Brigata carri leggeri. Nel mese di agosto le forze giapponesi a est di Khalkin vennero circondate dalle truppe sovietiche, e per rompere l'accerchiamento il comando dell'armata del Kwantung trasferì le truppe della 14ª Brigata fanteria inviando due reggimenti ad attaccare le truppe dei fucilieri sovietici ivi presenti.  In rinforzo l'alto comando sovietico lanciò all'attacco la 6ª Brigata carri leggeri equipaggiata con i T-26. Il 22 agosto prese a rimorchio, sotto il fuoco nemico, il carro danneggiato del commissario politico (zampolit) della brigata, riuscendo a portarlo in salvo. Durante l'attacco del 24 agosto egli si distinse particolarmente distruggendo 4 cannoni anticarro da 37 mm e due mitragliatrici e un intero plotone di fanteria nemica. Nel corso di questa azione egli vide chiaramente dal suo dispositivo visivo i soldati giapponesi avvicinarsi con lunghe canne di bambù dove erano fissate delle cariche esplosive con le quali pensavano di distruggere i carri nemici. Era una missione suicida, e quando vide tre di essi dirigersi contro il proprio mezzo iniziò a zigzagare schiacciandoli sotto i cingoli. In quello stesso giorno riuscì a prendere a rimorchio il carro del comandante del battaglione, rimasto danneggiato e immobilizzato, e a trarlo in salvo. Il 17 novembre 1939 fu insignito dell'onorificenza di Eroe dell'Unione Sovietica con stella d'oro n.179 e dell'Ordine di Lenin.
Nel maggio 1940 fu mandato a seguire i corsi della Scuola mezzi corazzati di Orël, diplomandosi nel settembre 1941. Prestò servizio come capo plotone presso il 30º Reggimento carri armati della riserva, e quindi presso il 24º Battaglione autonomo addestramento carri. Si distinse poi sul fronte di Kalinin, e poi fu mandato sul fronte sud-occidentale a Stalingrado nel giugno 1942 in qualità di vicecomandante del 510º Battaglione autonomo carri della 5ª Armata Corazzata del generale Petr Loginovič Romanenko. Il 4 dicembre, durante una ricognizione nell'area della fattoria Perelazovsky, distretto di Kletskij rajon, oblast' di Volgograd, rimase ucciso in combattimento. Il suo corpo fu tumulato in loco. Insignito nuovamente dell'Ordine di Lenin, gli fu poi intitolata una via nella città di Volsk.

### Fonti
1. 1 2 3 4 5 6 7 8 9 10 11 12 13  Moypolk.
2. 1 2 3 4 5 6 7  Warheroes.
3. ↑  Zaloga 2015, p. 31.